# Сражение при реке Лучосе
Сражение при реке Лучосе — арьергардное сражение отряда российских войск графа Палена, произошедшее 15 (27) июля июля во время Отечественной войны 1812 года с целью скрыть отступление из Витебска главных сил 1-й Западной армии.
После боя под Островно 4-й русский корпус Остермана-Толстого отошёл на 7 км в сторону Куковячино, где его сменила в арьергарде 3-я дивизия генерала П. П. Коновницына. Коновницын сумел сдержать наступление французов, задержав их на целый день.
М. Б. Барклай-де-Толли уже отдал почти все распоряжения насчёт предстоящей битвы, как с наступлением темноты в штаб приехал адъютант П. И. Багратиона князь А. Меншиков, который сообщил, что 2-я армия не смогла пробиться к Могилёву и следует в сторону Смоленска. Несмотря на это известие, Барклай-де-Толли не терял надежды дать бой на следующий день, и лишь поздно ночью 26-го числа на военном совете его отговорили, и было принято решение об отступлении 1-й армии к Поречью (ныне город Демидов Смоленской области).
Графу П. П. Палену с 14 батальонами (около 4 тысяч штыков), 32 эскадронами, двумя казачьими полками и 40 орудиями предписывалось задержать противника у Витебска, чтобы скрыть отступление русской армии. Он занял позицию в 8 верстах от города перед небольшой речкой Добрейкой. Правый фланг позиции упирался в Двину, левый фланг был открыт.
Арьергард Палена сражался с 5 часов утра и до 3 часов дня. 14-я французская дивизия генерала Жана-Батиста Брусье, наступавшая первой на левом крыле, была внезапно подвергнута удару русской кавалерии В. В. Орлова-Денисова и, несмотря на огонь дивизионной артиллерии, в течение нескольких часов неоднократно подвергалась атакам. Своевременное прибытие 13-й пехотной дивизии генерала Алексиса Жозефа Дельзона и особенно кавалерии 1-го корпуса Нансути побудило Палена отступить на другой берег небольшой реки Лучосы, где незадолго до того находились позиции главной армии.
Клаузевиц, лично бывший при Палене в сражении, объясняет вялый натиск французов на слабый русский заслон стремлением Наполеона основательно подготовиться к генеральному сражению, намеченному императором на следующий день. По воспоминаниям графа Сегюра, Наполеон даже приказал в 11 часов утра прекратить атаки на русский арьергард, чтобы иметь возможность рекогносцировать поле предстоящего сражения, а также подтянуть отставшие корпуса.
В четыре дня 15 (27) июля 1-я Западная армия покинула Витебск и двинулась тремя колоннами в Смоленск, о чём французы не догадывались. Ночью отряды казаков разводили костры, имитируя присутствие войск. Лесистая местность и заслон Палена скрыли отход русской армии, о котором Наполеон узнал только утром 28 июля. Утром 16 (28) июля также начал отступать арьергард графа Палена.